# Baltic Cup 2008
Baltic Cup 2008 – turniej towarzyski Baltic Cup 2008 odbył się w dniach 30 maja–1 czerwca 2008 roku na Łotwie w miastach: Ryga i Jurmała. W turnieju tradycyjnie wzięła udział reprezentacja gospodarzy, reprezentacja Estonii oraz Litwy.

## Mecze
| 30 maja 2008 19:07 EEST | Łotwa | 1:0(0:0)Raport | Estonia | Stadion Skonto, Ryga · Widzów: 4500 · Sędzia: Audrius Žuta ( Litwa) |
|                         |       |                |         |                                                                     |

| 31 maja 2008 16:00 EEST | Estonia | 0:1(0:0)Raport | Litwa | Stadion Slokas, Jurmała · Widzów: 1300 · Sędzia: Romāns Lajuks ( Łotwa) |
|                         |         |                |       |                                                                         |

| 1 czerwca 2008 14:00 EEST | Łotwa | 2:1(0:0)Raport | Litwa | Stadion Skonto, Ryga · Widzów: 3330 · Sędzia: Sten Kaldma ( Estonia) |
|                           |       |                |       |                                                                      |

## Końcowa tabela
| M | Reprezentacja | L.m. | Zw. | Rem. | Por. | Bramki | R.br. | Pkt |
| 1 | Łotwa         | 2    | 2   | 0    | 0    | 3:1    | +2    | 6   |
| 2 | Litwa         | 2    | 1   | 0    | 1    | 2:2    | 0     | 3   |
| 3 | Estonia       | 2    | 0   | 0    | 2    | 0:2    | -2    | 0   |

Triumfatorem turnieju Baltic Cup 2008 został zespół Łotwy.